# Vicenza Calcio 2012-2013
Questa voce raccoglie le informazioni riguardanti il Vicenza Calcio nelle competizioni ufficiali della stagione 2012-2013.

## Stagione
La nuova stagione del Vicenza, reduce da una triste retrocessione in Lega Pro ma altrettanto speranzosa nel ripescaggio, prende il via il 18 luglio 2012 con il ritiro di Gallio sponsorizzato dalla Provincia di Vicenza, dove la nuova rosa lavora per dieci giorni con Roberto Breda, allenatore da poco ingaggiato; a causa delle vicende sul Calcioscommesse 2011, la scelta del nuovo tecnico così come della rosa non è stata affatto semplice per i dirigenti del club.

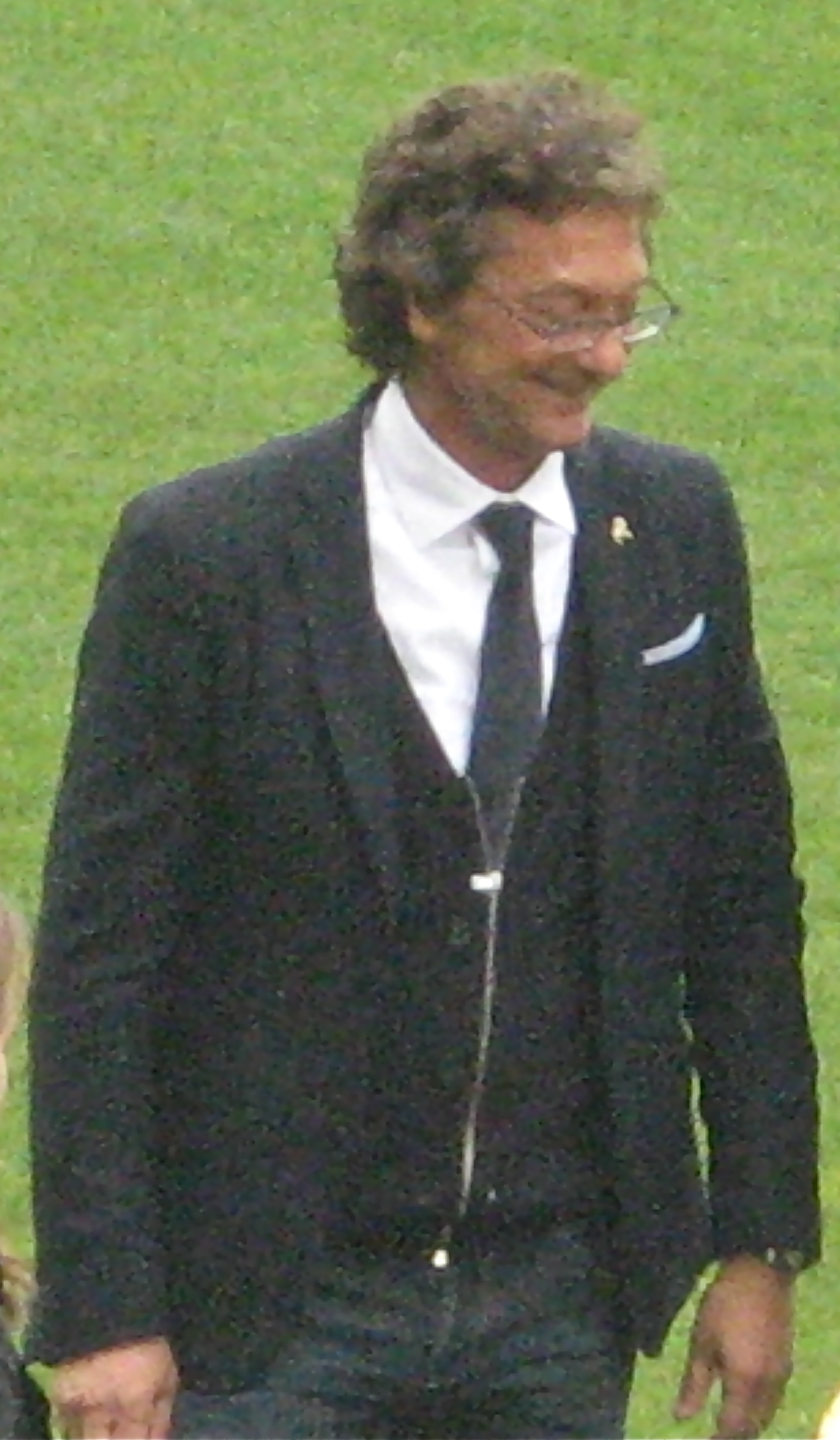
L'ex presidente del Vicenza Calcio Massimo Masolo.

Durante il ritiro i biancorossi disputano più amichevoli: la prima, il 22 luglio, contro una rappresentativa dell'Altopiano, terminata 4-1 per i berici; il 25 luglio si disputa a Desenzano del Garda Catania-Vicenza finita 0-1, contro l'ex Frison debuttante in Serie A; il 28 Vicenza-Legnago Salus, 5-0. Al termine del ritiro vengono redatti i calendari di Coppa Italia, dove il Vicenza trova come suo primo avversario l'Andria BAT che batte con un 6-0.
Vari giocatori arrivano in prova ad allenarsi con la squadra, in particolare dalla Juventus, con la possibilità di contrattualizzare solo in caso di ripescaggio in Serie B. Il 1º agosto il Vicenza contro una selezione del Bassano Virtus impone un 13-0, mentre l'8 agosto Vicenza-Trissino–Valdagno finisce 5-0.
Il Vicenza passa anche il secondo turno di Coppa Italia con un 1-2 all'Empoli, turno al quale non arrivava da due anni. L'avventura in Coppa termina al terzo turno in casa del Siena dove però la squadra di Breda dimostra grandi qualità.
Due giorni prima dell'inizio del campionato la squadra viene riammessa in Serie B, che non subisce rinvii seguendo il calendario. L'anno inizia bene ma nelle ultime gare di andata a buone prestazioni non corrispondono buoni risultati, complici anche il grave infortunio di Gavazzi e una serie di "sviste" arbitrali. Si arriva alla sosta natalizia con il Vicenza terzultimo e con una situazione societaria delicata; la vendita della società da parte di Finalfa alla cordata capitanata da Rino Dalle Rive (che avrebbe dovuto concretizzarsi entro natale) non arriva ancora in porto. Oltre a ciò il 7 gennaio 2013 il presidente Massimo Masolo (che voleva esonerare il tecnico Roberto Breda) si dimette per divergenze di opinione con il CdA (che invece aveva deciso di confermare la fiducia all'allenatore).
Il 10 gennaio la squadra riprende gli allenamenti. Allo stadio comunale di Sovizzo il 19 gennaio si gioca un'amichevole contro il Cittadella di fronte a 600 spettatori, finita 0-0.
Alla ripresa dopo la sosta natalizia il Vicenza perde per 3-1 contro il Cesena. Nella tarda serata del 27 gennaio Breda viene esonerato e al suo posto viene chiamato Alessandro Dal Canto.
Il mercato di gennaio, iniziato con l'intento di sfoltire la rosa dei componenti fuori dai progetti tecnici societari (come Bruno, Danti, Imparato, Forò) e di innestare qualche buon rinforzo, finisce con un sostanziale e cospicuo cambiamento della rosa attuato l'ultimo giorno, con le partenze di Pinardi e Giandonato e l'offerta di vendita (poi declinata) di Padalino; si veda come esempio il derby nella Galleria. Curiosità di questa sessione di calciomercato è la cessione di Domenico Danti: per tutto il mese è proseguita la trattativa per la sua cessione alla Nocerina, ma il 31 gennaio (ultimo giorno) viene accordato il suo trasferimento definitivo al Barletta; la firma però viene depositata erroneamente dopo le ore 19 (termine ultimo) perciò è vincolato a restare a Vicenza, ai margini della rosa, per l'intera stagione.
Il cambio di panchina porta uno strano trend alle prestazioni biancorosse: la squadra è riuscita a perdere tutte le prime 4 gare al Menti con Dal Canto (seppur con qualche rimpianto) ma paradossalmente colleziona 4 vittorie consecutive in trasferta, tra cui 2 sui campi di rivali storiche sino a quel momento imbattute in casa nella stagione, ossia Hellas Verona e Brescia. Nel frattempo il CdA del 14 marzo porta alla nomina di Tiziano Cunico come nuovo presidente, segno di una svolta sulla cessione societaria. Nel frattempo la vittoria casalinga continua però a tardare: dopo il blitz di Padova seguono 6 giornate in cui la squadra rimedia un solo punto; arriva contro l'Ascoli e si ripete contro la Pro Vercelli (condannandola di fatto alla Lega Pro), durante la quale gara Malonga segna il gol n° 1.500 del Vicenza in Serie B.
Il 17 aprile Luca Zingaretti tiene una seduta di allenamento con i biancorossi.

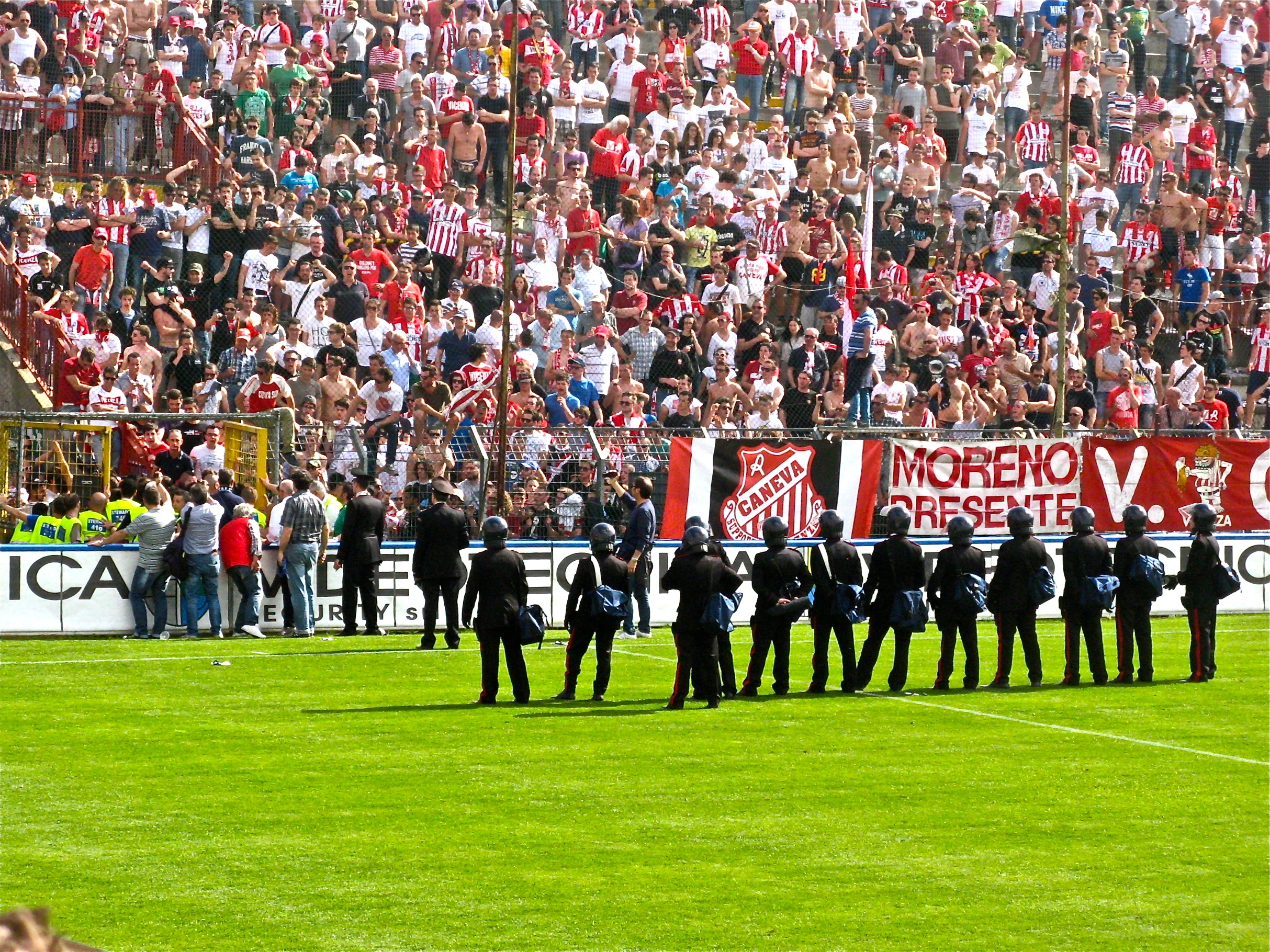
Contestazioni durante Vicenza-Empoli 1-5

Durante la terzultima partita del campionato, Vicenza-Empoli, i biancorossi passano dallo 0-0 allo 0-5 nel giro di 11 minuti; a 5 minuti dalla ripresa avviene un'invasione dei tifosi della Curva Sud in campo, che costringe Giancola a interrompere il gioco per 30 minuti in attesa del riarginamento dei tifosi dentro gli spalti da parte di steward e carabinieri, dopo il quale i giocatori si impegnano in una sorta di torello in attesa del termine dei 90 minuti. In seguito a ciò, il Giudice sportivo delibera un'ammenda di 5.000 € e la chiusura incontrovertibile della Curva Sud per la successiva e ultima giornata di campionato, pena "ammortizzata" grazie ai precedenti pacifici della tifoseria vicentina. A seguito della brutta gara l'intera squadra entra in silenzio stampa e osserva una settimana in ritiro a Correggio (RE).

Dopo aver vinto la penultima partita contro il Modena e aver raggiunto il quart'ultimo posto, la società decide di proseguire con il ritiro (questa volta in provincia di Brescia) e con il silenzio stampa per preparare al meglio l'ultima partita casalinga contro la Reggina che i biancorossi devono provare a vincere per poter disputare i play-out salvezza.
Il 19 maggio 2013, dopo dodici stagioni nella serie cadetta, i biancorossi retrocedono in Lega Pro all'ultima giornata a seguito del pareggio casalingo per 0-0 con la Reggina, risultato che non consente ai berici di raggiungere i play out di categoria che non verranno disputati.

## Divise e sponsor
Con una nota la società inizialmente dichiara che le nuove maglie sarebbero state ufficialmente pubblicate dopo il 21 agosto 2012; sono state poi presentate ufficialmente il 29 agosto 2012 a Palazzo Trissino. Le maglie ufficiali sono state usate dalla 2ª giornata: durante la prima partita i giocatori hanno indossato le casacche da allenamento, rosse con fianchi e bordi bianchi.
La terza divisa verde fluo viene usata per la prima volta alla 14ª giornata, Cittadella-Vicenza.
La seconda divisa (nera) è stata usata come terza divisa del portiere, mentre la terza divisa (verde fluo) è stata la seconda divisa del portiere. L'uniforme da portiere principale è in tinta blu; ad Ascoli e Brescia il portiere ha vestito l'arancione.
- Sponsor ufficiale: Banca Popolare di Vicenza
- Sponsor tecnico: Macron

| Casa | Trasferta | Terza divisa |

## Organigramma societario
FOnte:
Area direttiva
- Presidente: Massimo Masolo → carica vacante[17] → Tiziano Cunico
- Vice Presidenti: Dario Cassingena e Gian Luigi Polato

Area tecnica
- Allenatore: Roberto Breda → Alessandro Dal Canto
- Allenatore in 2ª: Stefano Umbro
- Preparatore atletico: Giovanni Saffioti → Fabio Munzone
- Preparatore dei portieri: Michele De Bernardin

Area sanitaria
- Responsabile medico: Giovanni Ragazzi
- Medico sociale: Pietro Fanton e Sergio Ferasin

## Rosa
Per tutto il girone di andata il ruolo di capitano è stato preso da Daniele Martinelli; dal mercato invernale la fascia è passata a Valeri Bojinov.
| N. |                     | Ruolo | Calciatore                |
| -- | ------------------- | ----- | ------------------------- |
| 1  | Italia (bandiera)   | P     | Carlo Pinsoglio           |
| 2  | Italia (bandiera)   | C     | Gianvito Misuraca         |
| 3  | Italia (bandiera)   | D     | Nicolò Brighenti          |
| 4  | Italia (bandiera)   | C     | Manuel Giandonato         |
| 4  | Italia (bandiera)   | C     | Maurizio Ciaramitaro      |
| 5  | Italia (bandiera)   | D     | Daniele Martinelli        |
| 6  | Italia (bandiera)   | D     | Marco Pisano              |
| 7  | Italia (bandiera)   | C     | Davide Gavazzi            |
| 7  | Italia (bandiera)   | A     | Tommaso Bellazzini        |
| 8  | Italia (bandiera)   | C     | Mattia Mustacchio         |
| 9  | Senegal (bandiera)  | A     | Youssou Lo                |
| 9  | Bulgaria (bandiera) | A     | Valeri Božinov (capitano) |
| 10 | Italia (bandiera)   | A     | Stefano Giacomelli        |
| 11 | Italia (bandiera)   | A     | Pasquale Maiorino         |
| 11 | Italia (bandiera)   | A     | Simone Tiribocchi         |
| 12 | Italia (bandiera)   | P     | Achille Coser             |
| 13 | Italia (bandiera)   | D     | Nicholas Giani            |
| 13 | Italia (bandiera)   | C     | Daniel Bessa              |
| 14 | Italia (bandiera)   | D     | Raffaele Imparato         |
| 15 | Italia (bandiera)   | A     | Mattia Minesso            |
| 15 | Francia (bandiera)  | D     | Prince-Désir Gouano       |

| N. |                     | Ruolo | Calciatore         |
| -- | ------------------- | ----- | ------------------ |
| 16 | Italia (bandiera)   | C     | Alex Pinardi       |
| 16 | Italia (bandiera)   | C     | Niccolò Corticchia |
| 17 | Italia (bandiera)   | A     | Domenico Danti     |
| 18 | Italia (bandiera)   | D     | Alessandro Camisa  |
| 19 | Francia (bandiera)  | A     | Dominique Malonga  |
| 20 | Italia (bandiera)   | C     | Alessio Bruno      |
| 21 | Italia (bandiera)   | C     | Luca Castiglia     |
| 22 | Italia (bandiera)   | P     | Stefano Fortunato  |
| 23 | Italia (bandiera)   | C     | Filippo Forò       |
| 24 | Italia (bandiera)   | C     | Nicola Rigoni      |
| 26 | Italia (bandiera)   | D     | Matteo Gentili     |
| 27 | Italia (bandiera)   | C     | Luca Di Matteo     |
| 28 | Italia (bandiera)   | A     | Gianvito Plasmati  |
| 29 | Svizzera (bandiera) | C     | Marco Padalino     |
| 30 | Italia (bandiera)   | C     | Franco Semioli     |
| 31 | Ungheria (bandiera) | D     | Zsolt Laczkó       |
| 32 | Francia (bandiera)  | D     | Oualid El Hasni    |
| 34 | Italia (bandiera)   | C     | Michele Cavion     |
| 35 | Italia (bandiera)   | C     | Antonio Cinelli    |
| 36 | Serbia (bandiera)   | D     | Milan Milanović    |
| 44 | Spagna (bandiera)   | P     | Nicolás Bremec     |

Rosa aggiornata al 1º febbraio 2013.

## Calciomercato

### Sessione estiva(dal 1º luglio al 31 agosto)
Il mercato del Vicenza Calcio viene prorogato fino al 10 settembre su disposizione della FIGC, a seguito della riammissione della squadra nel campionato di serie B.
| Acquisti | Acquisti              | Acquisti   | Acquisti                            |
| R.       | Nome                  | da         | Modalità                            |
| -------- | --------------------- | ---------- | ----------------------------------- |
| A        | Piergiuseppe Maritato | Fiorentina | compartecipazione                   |
| A        | Domenico Danti        | Siena      | compartecipazione                   |
| P        | Richard Marcone       | Siena      | compartecipazione                   |
| A        | Gianvito Plasmati     | Nocerina   | titolo definitivo                   |
| A        | Dominique Malonga     | Cesena     | in prestito con diritto di riscatto |
| C        | Luca Di Matteo        | Palermo    | titolo definitivo                   |
| A        | Alex Pinardi          | Novara     | titolo definitivo                   |
| C        | Manuel Giandonato     | Juventus   | in prestito con diritto di riscatto |
| D        | Matteo Gentili        | Atalanta   | in prestito con diritto di riscatto |
| D        | Alessandro Camisa     |            | sottoscrizione di contratto         |
| P        | Achille Coser         | Novara     | titolo definitivo                   |
| P        | Stefano Fortunato     |            | sottoscrizione di contratto         |
| C        | Luca Castiglia        | Juventus   | compartecipazione                   |
| A        | Stefano Giacomelli    | Pescara    | titolo definitivo                   |
| D        | Raffaele Imparato     | Catania    | titolo definitivo                   |
| C        | Marco Padalino        | Sampdoria  | titolo definitivo                   |
| C        | Franco Semioli        | Sampdoria  | titolo definitivo                   |
| D        | Zsolt Laczkó          | Sampdoria  | in prestito                         |

| Cessioni | Cessioni              | Cessioni      | Cessioni               |
| R.       | Nome                  | a             | Modalità               |
| -------- | --------------------- | ------------- | ---------------------- |
| P        | Alberto Frison        | Catania       | compartecipazione      |
| A        | Elvis Abbruscato      | Pescara       | titolo definitivo      |
| A        | Giacomo Tulli         | Pisa          | in prestito            |
| P        | Giulio Cavallari      | Siena         | compartecipazione      |
| P        | Richard Marcone       | Südtirol      | in prestito            |
| D        | Alessandro Bastrini   | Novara        | titolo definitivo      |
| A        | Piergiuseppe Maritato | Südtirol      | in prestito            |
| A        | Alain Pierre Baclet   | Novara        | titolo definitivo      |
| D        | Andrea Pinton         | Inter         | titolo definitivo      |
| P        | Andrea Cappa          | Chieti        | in prestito            |
| D        | Andrea Granzotto      | Juventus      | titolo definitivo      |
| C        | Filippo Forò          | Triestina     | in prestito            |
| A        | Nicola Dal Bosco      | Poggibonsi    | in prestito            |
| D        | Amidu Salifu          | Catania       | titolo definitivo      |
| D        | Stefano Dalla Riva    | Inter         | titolo definitivo      |
| A        | Davide Gavazzi        | Sampdoria     | titolo definitivo      |
| C        | Nicola Rigoni         | Chievo        | titolo definitivo      |
| C        | Evans Soligo          | Paganese      | titolo definitivo      |
| D        | Davide Bariti         | Napoli        | compartecipazione      |
| D        | Denis Tonucci         | Cesena        | fine compartecipazione |
| D        | Błażej Augustyn       | Catania       | fine prestito          |
| A        | Michele Paolucci      | Siena         | fine prestito          |
| A        | Alemão                | Guaratinguetá | in prestito            |
| A        | Rodrigo Possebon      | Criciúma      | titolo definitivo      |
| C        | Matteo Paro           |               | svincolato             |
| C        | Stefano Botta         |               | svincolato             |
| P        | Paolo Acerbis         |               | svincolato             |
| D        | Marco Zanchi          |               | svincolato             |
| C        | Jean Mbida            |               | svincolato             |

### Sessione invernale(dal 3 gennaio al 31 gennaio)
| Acquisti | Acquisti             | Acquisti         | Acquisti                            |
| R.       | Nome                 | da               | Modalità                            |
| -------- | -------------------- | ---------------- | ----------------------------------- |
| C        | Antonio Cinelli      | Lazio            | titolo definitivo                   |
| D        | Milan Milanović      | Palermo          | in prestito con diritto di riscatto |
| A        | Valeri Bojinov       | Sporting Lisbona | in prestito                         |
| C        | Tommaso Bellazzini   | Cittadella       | in prestito                         |
| D        | Prince-Désir Gouano  | Juventus         | in prestito con diritto di riscatto |
| P        | Nicolás Bremec       | Grosseto         | in prestito                         |
| A        | Simone Tiribocchi    | Pro Vercelli     | titolo definitivo                   |
| C        | Niccolò Corticchia   | Juventus         | titolo definitivo                   |
| D        | Salvatore D'Elia     | Juventus         | titolo definitivo                   |
| C        | Daniel Bessa         | Inter            | in prestito con diritto di riscatto |
| C        | Maurizio Ciaramitaro | Modena           | in prestito                         |

| Cessioni | Cessioni          | Cessioni   | Cessioni                            |
| R.       | Nome              | a          | Modalità                            |
| -------- | ----------------- | ---------- | ----------------------------------- |
| A        | Davide Gavazzi    | Sampdoria  | risoluzione del prestito            |
| A        | Youssou Lo        | Celje      | in prestito                         |
| D        | Nicholas Giani    | Perugia    | in prestito                         |
| A        | Mattia Minesso    | Cittadella | in prestito                         |
| A        | Gianvito Plasmati | Lanciano   | titolo definitivo                   |
| C        | Alex Pinardi      | Cremonese  | in prestito                         |
| C        | Manuel Giandonato | Juventus   | risoluzione del prestito            |
| C        | Michele Cavion    | Juventus   | titolo definitivo                   |
| A        | Pasquale Maiorino | Modena     | in prestito con diritto di riscatto |

## Risultati

### Serie B

#### Girone di andata
| Arbitro: | Ostinelli (Como) |

|                     |           |                |
| Sansovini 4’, 90+2’ | Marcatori | 72’ Giacomelli |

| Arbitro: | Baracani (Firenze) |

|                                 |           |                        |
| Misuraca 14’ Malonga 30’, 90+3’ | Marcatori | 45+3’ (rig.) Graffiedi |

| Arbitro: | Manganiello (Pinerolo) |

|                  |           |            |
| Scognamiglio 18’ | Marcatori | 8’ Malonga |

| Arbitro: | Palazzino (Ciampino) |

|                               |           |                              |
| Malonga 9’ Pinardi 56’ (rig.) | Marcatori | 14’, 45+2’ Cacia 65’ Maietta |

| Arbitro: | Irrati (Pistoia) |

|                           |           |                        |
| Malonga 45+3’ Gavazzi 79’ | Marcatori | 48’ Salamon 55’ Corvia |

| Modena 25 settembre 2012, ore 20:45 CEST 6ª giornata | Sassuolo            | 0 – 0 referto | Vicenza | Stadio Alberto Braglia (2.409 spett.)\| Arbitro: \| Di Bello (Brindisi) \| |
| Arbitro:                                             | Di Bello (Brindisi) |               |         |                                                                            |

| Arbitro: | Pairetto (Nichelino) |

|                                   |           |              |
| Plasmati 89’ Pinardi 90+5’ (rig.) | Marcatori | 36’ Sforzini |

| Arbitro: | La Penna (Roma) |

|             |           |  |
| Bellomo 50’ | Marcatori |  |

| Arbitro: | Pinzani (Empoli) |

|  |           |                 |
|  | Marcatori | 33’, 55’ Cutolo |

| Terni 20 ottobre 2012, ore 15:00 CEST 10ª giornata | Ternana            | 0 – 0 referto | Vicenza | Stadio Libero Liberati (6.820 spett.)\| Arbitro: \| Velotto (Grosseto) \| |
| Arbitro:                                           | Velotto (Grosseto) |               |         |                                                                           |

| Vicenza 27 ottobre 2012, ore 15:00 CEST 11ª giornata | Vicenza       | 0 – 0 referto | Crotone | Stadio Romeo Menti (5.835 spett.)\| Arbitro: \| Ciampi (Roma) \| |
| Arbitro:                                             | Ciampi (Roma) |               |         |                                                                  |

| Arbitro: | Fabbri (Ravenna) |

|            |           |              |
| Ebagua 13’ | Marcatori | 26’ Plasmati |

| Arbitro: | Roca (Foggia) |

|  |           |             |
|  | Marcatori | 15’ Vastola |

| Arbitro: | Giancola (Vasto) |

|                              |           |                         |
| Giannetti 46’ Gasparetto 63’ | Marcatori | 44’ Malonga 87’ Gentili |

| Arbitro: | Candussio (Cervignano del Friuli) |

|                           |           |            |
| Castiglia 62’ Gentili 69’ | Marcatori | 21’ Faragò |

| Ascoli Piceno 24 novembre 2012, ore 15:00 CET 16ª giornata | Ascoli                 | 0 – 0 referto | Vicenza | Stadio Cino e Lillo Del Duca (2.656 spett.)\| Arbitro: \| Manganiello (Pinerolo) \| |
| Arbitro:                                                   | Manganiello (Pinerolo) |               |         |                                                                                     |

| Arbitro: | Pinzani (Empoli) |

|                                   |           |                  |
| Scavone 15’ Tiribocchi 36’ (rig.) | Marcatori | 45+2’ Giandonato |

| Arbitro: | Palazzino (Ciampino) |

|                                  |           |                                  |
| Castiglia 25’, 34’ Di Matteo 57’ | Marcatori | 14’, 62’ Belingheri 74’ Paulinho |

| Arbitro: | Pasqua (Tivoli) |

|                            |           |  |
| Tonelli 49’ Signorelli 67’ | Marcatori |  |

| Arbitro: | Velotto (Grosseto) |

|                                                |           |                                             |
| Castiglia 4’ Pinardi 34’ (rig.) Giacomelli 50’ | Marcatori | 30’ Lazarević 44’ (rig.) G. Greco 85’ Gozzi |

| Arbitro: | Cervellera (Taranto) |

|              |           |  |
| Ceravolo 71’ | Marcatori |  |

#### Girone di ritorno
| Arbitro: | Baracani (Firenze) |

|                                   |           |                                               |
| Martinelli 57’ Malonga 83’ (rig.) | Marcatori | 26’ Porcari 45+1’ Benedetti 59’ D. Di Gennaro |

| Arbitro: | Ciampi (Roma) |

|                                    |           |             |
| Granoche 25’ Tonucci 28’ Succi 75’ | Marcatori | 18’ Pinardi |

| Arbitro: | Borriello (Mantova) |

|                    |           |                            |
| Bojinov 57’ (rig.) | Marcatori | 28’ Cellini 76’ R. Improta |

| Arbitro: | Merchiori (Ferrara) |

|  |           |             |
|  | Marcatori | 75’ Semioli |

| Arbitro: | Nasca (Bari) |

|  |           |                  |
|  | Marcatori | 50’ N. Brighenti |

| Arbitro: | Candussio (Cervignano del Friuli) |

|  |           |             |
|  | Marcatori | 86’ Berardi |

| Arbitro: | Pinzani (Empoli) |

|                   |           |                           |
| G. Delvecchio 71’ | Marcatori | 75’ (rig.), 90+1’ Bojinov |

| Arbitro: | Mariani (Aprilia) |

|  |           |           |
|  | Marcatori | 5’ Caputo |

| Arbitro: | Giancola (Vasto) |

|  |           |              |
|  | Marcatori | 5’ Castiglia |

| Arbitro: | Ciampi (Roma) |

|  |           |             |
|  | Marcatori | 44’ Litteri |

| Arbitro: | Di Paolo (Avezzano) |

|           |           |  |
| Eramo 88’ | Marcatori |  |

| Arbitro: | Irrati (Pistoia) |

|             |           |            |
| Malonga 45’ | Marcatori | 90’ Pucino |

| Arbitro: | Baracani (Firenze) |

|                                   |           |  |
| Plasmati 29’ Castiglia 38’ (aut.) | Marcatori |  |

| Arbitro: | Pinzani (Empoli) |

|             |           |                          |
| Malonga 62’ | Marcatori | 41’, 64’ (rig.) Di Nardo |

| Arbitro: | Cervellera (Taranto) |

|                                                  |           |             |
| F. Lazzari 41’ Buzzegoli 56’ (rig.) González 70’ | Marcatori | 27’ Gentili |

| Arbitro: | Di Bello (Brindisi) |

|               |           |  |
| Giacomelli 1’ | Marcatori |  |

| Arbitro: | Abbattista (Molfetta) |

|                                        |           |              |
| Bojinov 10’ Malonga 55’ Bellazzini 63’ | Marcatori | 70’ Iemmello |

| Arbitro: | Ostinelli (Como) |

|                                |           |  |
| Dionisi 4’ (rig.) Paulinho 63’ | Marcatori |  |

| Arbitro: | Giancola (Vasto) |

|               |           |                                                |
| N. Rigoni 45’ | Marcatori | 24’, 34’ Tavano 28’ Tonelli 29’, 35’ Maccarone |

| Arbitro: | Pairetto (Nichelino) |

|  |           |                |
|  | Marcatori | 55’ Mustacchio |

| Vicenza 18 maggio 2013, ore 15:00 CEST 42ª giornata | Vicenza            | 0 – 0 referto | Reggina | Stadio Romeo Menti (9.223 spett.)\| Arbitro: \| Baracani (Firenze) \| |
| Arbitro:                                            | Baracani (Firenze) |               |         |                                                                       |

### Coppa Italia
| Arbitro: | Mainardi (Bergamo) |

|                                                                        |           |  |
| Gavazzi 1’ Minesso 29’ Misuraca 42’, 54’ Mustacchio 47’ Martinelli 64’ | Marcatori |  |

| Arbitro: | Velotto (Grosseto) |

|          |           |                               |
| Moro 62’ | Marcatori | 46’ (aut.) Romeo 84’ Maiorino |

| Arbitro: | Rocchi (Firenze) |

|                                            |           |                            |
| Calaiò 26’ D'Agostino 55’, 68’ Verre 90+4’ | Marcatori | 17’ Martinelli 57’ Minesso |

## Statistiche

### Statistiche di squadra
| Competizione | Punti       | In casa | In casa | In casa | In casa | In casa | In casa | In trasferta | In trasferta | In trasferta | In trasferta | In trasferta | In trasferta | Totale | Totale | Totale | Totale | Totale | Totale | DR  |
| Competizione | Punti       | G       | V       | N       | P       | Gf      | Gs      | G            | V            | N            | P            | Gf           | Gs           | G      | V      | N      | P      | Gf     | Gs     | DR  |
| ------------ | ----------- | ------- | ------- | ------- | ------- | ------- | ------- | ------------ | ------------ | ------------ | ------------ | ------------ | ------------ | ------ | ------ | ------ | ------ | ------ | ------ | --- |
| Serie B      | 42          | 21      | 5       | 6       | 10      | 27      | 34      | 21           | 5            | 6            | 10           | 14           | 24           | 42     | 10     | 12     | 20     | 41     | 58     | -17 |
| Coppa Italia | Terzo turno | 1       | 1       | 0       | 0       | 6       | 0       | 2            | 1            | 0            | 1            | 4            | 5            | 3      | 2      | 0      | 1      | 10     | 5      | +5  |
| Totale       | 42          | 22      | 6       | 6       | 10      | 33      | 34      | 23           | 6            | 6            | 11           | 18           | 29           | 45     | 12     | 11     | 22     | 51     | 63     | -12 |

### Statistiche dei giocatori
| Giocatore      | Serie B  | Serie B | Serie B     | Serie B    | Coppa Italia | Coppa Italia | Coppa Italia | Coppa Italia | Totale   | Totale | Totale      | Totale     |
| Giocatore      | Presenze | Reti    | Ammonizioni | Espulsioni | Presenze     | Reti         | Ammonizioni  | Espulsioni   | Presenze | Reti   | Ammonizioni | Espulsioni |
| -------------- | -------- | ------- | ----------- | ---------- | ------------ | ------------ | ------------ | ------------ | -------- | ------ | ----------- | ---------- |
| A. Baclet      | 1        | 0       | 0           | 0          | 3            | 0            | 0            | 0            | 4        | 0      | 0           | 0          |
| T. Bellazzini  | 18       | 1       | 1           | 0          | -            | -            | -            | -            | 18       | 1      | 1           | 0          |
| D. Bessa       | 3        | 0       | 0           | 0          | -            | -            | -            | -            | 3        | 0      | 0           | 0          |
| V. Bojinov     | 16       | 4       | 1           | 0          | -            | -            | -            | -            | 16       | 4      | 1           | 0          |
| N. Bremec      | 17       | -21     | 1           | 0          | -            | -            | -            | -            | 17       | -21    | 1           | 0          |
| N. Brighenti   | 27       | 1       | 8           | 1          | 3            | 0            | 1            | 0            | 30       | 1      | 9           | 1          |
| A. Bruno       | 0        | 0       | 0           | 0          | 0            | 0            | 0            | 0            | 0        | 0      | 0           | 0          |
| A. Camisa      | 32       | 0       | 6           | 0          | 0            | 0            | 0            | 0            | 32       | 0      | 6           | 0          |
| L. Castiglia   | 33       | 5       | 8           | 0          | 2            | 0            | 0            | 0            | 35       | 5      | 8           | 0          |
| M. Cavion      | 1        | 0       | 0           | 0          | 2            | 0            | 0            | 0            | 3        | 0      | 0           | 0          |
| M. Ciaramitaro | 16       | 0       | 5           | 0          | -            | -            | -            | -            | 16       | 0      | 5           | 0          |
| A. Cinelli     | 15       | 0       | 2           | 0          | -            | -            | -            | -            | 15       | 0      | 2           | 0          |
| N. Corticchia  | 1        | 0       | 0           | 0          | -            | -            | -            | -            | 1        | 0      | 0           | 0          |
| A. Coser       | 3        | -7      | 0           | 0          | 0            | 0            | 0            | 0            | 3        | -7     | 0           | 0          |
| D. Danti       | 2        | 0       | 0           | 0          | 0            | 0            | 0            | 0            | 2        | 0      | 0           | 0          |
| L. Di Matteo   | 28       | 1       | 5           | 0          | 0            | 0            | 0            | 0            | 28       | 1      | 5           | 0          |
| S. Fortunato   | 0        | 0       | 0           | 0          | 0            | 0            | 0            | 0            | 0        | 0      | 0           | 0          |
| F. Forò        | 0        | 0       | 0           | 0          | 0            | 0            | 0            | 0            | 0        | 0      | 0           | 0          |
| D. Gavazzi     | 10       | 1       | 2           | 0          | 3            | 1            | 0            | 0            | 13       | 2      | 2           | 0          |
| M. Gentili     | 9        | 3       | 2           | 0          | 0            | 0            | 0            | 0            | 9        | 3      | 2           | 0          |
| S. Giacomelli  | 31       | 3       | 8           | 0          | 3            | 0            | 0            | 0            | 34       | 3      | 8           | 0          |
| M. Giandonato  | 13       | 1       | 6           | 0          | 0            | 0            | 0            | 0            | 13       | 1      | 6           | 0          |
| N. Giani       | 10       | 0       | 4           | 0          | 3            | 0            | 0            | 0            | 13       | 0      | 4           | 0          |
| P. Gouano      | 0        | 0       | 0           | 0          | 0            | 0            | 0            | 0            | 0        | 0      | 0           | 0          |
| R. Imparato    | 0        | 0       | 0           | 0          | 2            | 0            | 0            | 0            | 2        | 0      | 0           | 0          |
| Z. Laczkó      | 11       | 0       | 2           | 0          | 0            | 0            | 0            | 0            | 11       | 0      | 2           | 0          |
| Y. Lo          | 3        | 0       | 2           | 1          | 1            | 0            | 0            | 0            | 4        | 0      | 2           | 1          |
| P. Maiorino    | 9        | 0       | 0           | 0          | 3            | 1            | 0            | 0            | 12       | 1      | 0           | 0          |
| D. Malonga     | 36       | 10      | 2           | 0          | 0            | 0            | 0            | 0            | 36       | 10     | 2           | 0          |
| D. Martinelli  | 24       | 1       | 4           | 1          | 3            | 2            | 1            | 0            | 27       | 3      | 5           | 1          |
| M. Milanovic   | 12       | 0       | 0           | 0          | -            | -            | -            | -            | 12       | 0      | 0           | 0          |
| M. Minesso     | 3        | 0       | 0           | 0          | 3            | 2            | 0            | 0            | 6        | 2      | 0           | 0          |
| G. Misuraca    | 9        | 1       | 1           | 0          | 3            | 2            | 0            | 0            | 12       | 3      | 1           | 0          |
| M. Mustacchio  | 22       | 1       | 5           | 0          | 3            | 1            | 1            | 0            | 25       | 2      | 6           | 0          |
| M. Padalino    | 28       | 0       | 9           | 0          | 0            | 0            | 0            | 0            | 28       | 0      | 9           | 0          |
| A. Pinardi     | 18       | 4       | 2           | 0          | 0            | 0            | 0            | 0            | 18       | 4      | 2           | 0          |
| C. Pinsoglio   | 20       | -28     | 2           | 1          | 3            | -5           | 0            | 0            | 23       | -33    | 2           | 1          |
| M. Pisano      | 15       | 0       | 3           | 0          | 3            | 0            | 1            | 0            | 18       | 0      | 4           | 0          |
| G. Plasmati    | 16       | 2       | 5           | 0          | 0            | 0            | 0            | 0            | 16       | 2      | 5           | 0          |
| N. Rigoni      | 7        | 0       | 2           | 0          | 2            | 1            | 0            | 0            | 9        | 1      | 2           | 0          |
| F. Semioli     | 27       | 1       | 3           | 1          | 0            | 0            | 0            | 0            | 27       | 1      | 3           | 1          |
| S. Tiribocchi  | 13       | 0       | 0           | 0          | -            | -            | -            | -            | 13       | 0      | 0           | 0          |

### Record
- Miglior attacco Coppa Italia 2012-2013 (10 gol fatti)

## Giovanili

### Organigramma gestionale generale[28]
Responsabili
- Settore giovanile: Dario Cassingena
- Attività agonistica: Stefano Umbro
- Attività di base: Alberto Ciarelli, Massimo Margiotta
- Scuola calcio: Stefano Pasini
- Osservatori: Piero Borella

Area dirigenziale
- Segreteria: Andrea De Poli
- Logistica: Enzo Manuzzato
- Tutoring: Andrea Meggiolan

### Piazzamenti
- Primavera:
  - Allenatore: Massimo Beghetto
  - Campionato: 8º classificato nel Girone C
  - Coppa Italia: primo turno eliminatorio
- Allievi Nazionali:
  - Allenatore: Maurizio Paggiola
  - Campionato: 8º classificato nel Girone C (in corso)
- Giovanissimi Professionisti:
  - Allenatori: Giovanni Barbugian e Mauro Carretta
  - Campionato: 1º classificato nel Girone C – vincitori del Torneo Primavera (1º titolo)[29]
- Giovanissimi Sperimentali:
  - Allenatore: Alessandro Cuccarolo
  - Campionato: 2º classificato nel Girone C (in corso)
- Esordienti 2002:
  - Allenatore: Roberto De Tomasi
  - 2º posto al Trofeo Città di Carpi
2º posto al Trofeo Petucco
5º posto al Trofeo Città di Villorba[30]